# 岩崎藩陣屋
岩崎藩陣屋（いわさきはんじんや）は、秋田県湯沢市にあった岩崎藩の陣屋。

## 歴史
慶応4年（1868年）佐竹義諶は拠点を椿台城から移して、岩崎城址南麓に岩崎藩陣屋を構えて岩崎藩を置いた。明治4年（1871年）廃藩置県以降は岩崎藩を岩崎県と改めたが、明治6年（1873年）秋田県になったため消滅した。